# عبدالرؤوف یعقوب
عبدالرؤوف یعقوب (عربی: عبد الرؤوف يعقوب عمر طه؛ زادهٔ ۱۸ ژوئیهٔ ۱۹۹۳) بازیکن فوتبال اهل سودان است.
وی همچنین سابقه بازی برای  تیم ملی فوتبال سودان  را دارد .